# Christian Dailly
Christian Edward Dailly (Dundee, Escocia, 23 de octubre de 1973) es un exfutbolista escocés. Jugaba de defensa y su último equipo es el Charlton Athletic de la Football League One de Inglaterra.

## Selección nacional
Ha sido internacional con la Selección de fútbol de Escocia, ha jugado 65 partidos internacionales y ha anotado 6 goles.

### Participaciones en Copas del Mundo
| Mundial                        | Sede    | Resultado    |
| ------------------------------ | ------- | ------------ |
| Copa Mundial de Fútbol de 1998 | Francia | Primera fase |

## Clubes
| Club              | País       | Año       |
| ----------------- | ---------- | --------- |
| Dundee United     | Escocia    | 1990-1996 |
| Derby County      | Inglaterra | 1996-1998 |
| Blackburn Rovers  | Inglaterra | 1998-2001 |
| West Ham United   | Inglaterra | 2001-2007 |
| Southampton FC    | Inglaterra | 2007      |
| Glasgow Rangers   | Escocia    | 2008-2009 |
| Charlton Athletic | Inglaterra | 2009-2012 |

## Palmarés

### Campeonatos nacionales
| Título                     | Club            | País    | Año  |
| -------------------------- | --------------- | ------- | ---- |
| Copa de Escocia            | Dundee United   | Escocia | 2004 |
| Copa de la Liga de Escocia | Glasgow Rangers | Escocia | 2008 |
| Copa de Escocia            | Glasgow Rangers | Escocia | 2008 |
| Copa de Escocia            | Glasgow Rangers | Escocia | 2009 |
| Premier League de Escocia  | Glasgow Rangers | Escocia | 2009 |